# کوالسکی بووتا

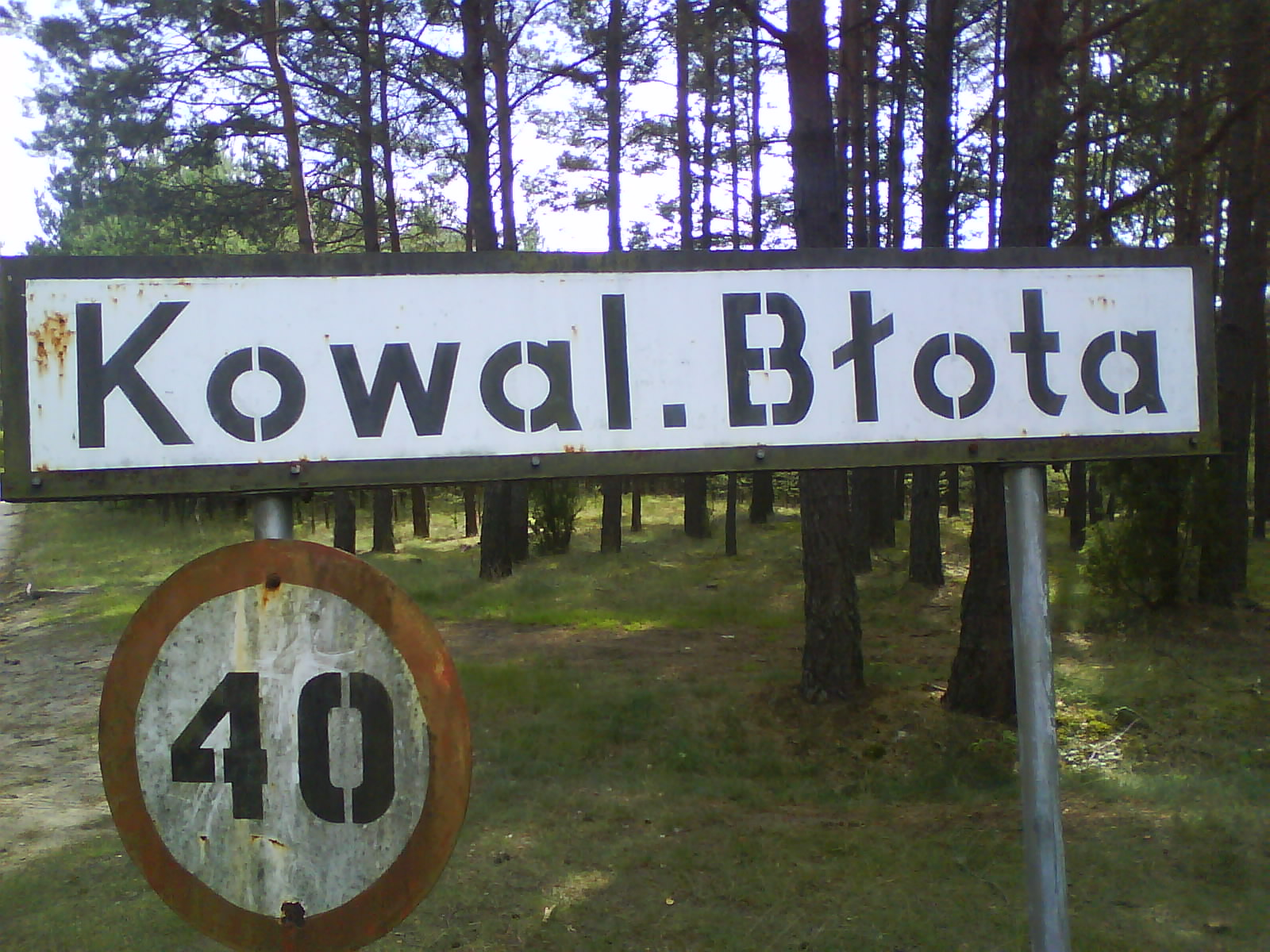

دهکده کوالسکی بووتا [kɔˈvalskʲɛ ˈbwɔta] در شمال لهستان و در شهرستان توخولا که جزو استان کویافسکو-پومورسکی است قرار دارد. این دهکده از لحاظ اداری بخشی از گمینا تسکتسن است.  این دهکده تقریباً در ۷ کیلومتر (۴ مایل) شمال تسکستن ، ۱۰ کیلومتر (۶ مایل) شرق توچولا ، و ۵۸ کیلومتر (۳۶ مایل) شمال بیدگوشچ واقع شده است.